# Marcel Rousselet
Pour les articles homonymes, voir Rousselet.
Marcel Adolphe Didier Rousselet est un magistrat français né le 6 décembre 1893 à Lille et mort le 21 mars 1982 à Paris,. Il fut notamment premier président de la Cour d'appel de Paris de 1950 à 1962.
Il a été élu membre de l’Académie des sciences morales et politiques au fauteuil 1 de la 3e section dite « Législation, droit public et jurisprudence » en remplacement de Georges Ripert.

## Famille
Marcel Rousselet est le fils de Jules Claude Rousselet, censeur des études au lycée à Lille, et de Jeanne Coralie Adolphine Rigaut, issue d'une famille d'industriels Lillois. 
En 1920 il épouse Yvonne Brongniart, avec laquelle il a deux enfants : Jean et André.

## Procès Salan (1962)
Ci-après un court extrait de la rubrique nécrologique parue dans la Revue internationale de droit comparé (1984) :
"En 1962, tandis que se déroulait à Paris le procès du général Salan, d'importantes forces de police investirent les abords du Palais de justice et le Palais lui-même. Le premier président Rousselet qui présidait une audience solennelle en robe rouge, protesta publiquement contre les excès de ce service d'ordre à l'égard de certains magistrats de son ressort. Quelques semaines plus tard, un décret abaissa à 67 ans l'âge de la retraite de sa catégorie. M. Rousselet, qui avait 68 ans, fut aussitôt admis à faire valoir ses droits à la retraite. Il accueillit avec dignité cette mesure qui causa beaucoup d'émoi dans le monde du Palais et lui valut d'innombrables témoignages de respect, de fidèle attachement et d'amitié de la part des magistrats et des avocats, comme de bon nombre de ses confrères de l'Institut."

## Publications
- Marcel Rousselet, La Magistrature sous la monarchie de juillet, Paris, Librairie du Recueil Sirey, 1937 (OCLC 369232304)
- Marcel Rousselet, Histoire de la justice, Paris, Presses universitaires de France, coll. « Que sais-je ? » (no 137), 1943 (OCLC 459989548)
- Marcel Rousselet, Histoire de la magistrature française : des origines à nos jours, Paris, Plon, 1957 (OCLC 422022682)
- Marcel Rousselet, Un scandale oublié : le grand avocat Berryer devant la Cour d'assises, Éditions Sirey, 1965